# Ordinariat militaire
Un ordinariat militaire est une communauté de fidèles catholiques créée au sein d’une armée nationale, qui fonctionne comme un diocèse mais sans territorialité. Son responsable, appelé « ordinaire», en est parfois un évêque, duquel dépendent, d’un point de vue religieux, les aumôniers militaires catholiques.
Cet article traite des structures de l’Église catholique romaine, mais il existe aussi des ordinariats militaires dans l’Église anglicane.
Dans l’Église catholique, un ordinariat militaire est généralement d’abord créé en vicariat militaire.

## Statut et juridiction
Les ordinariats militaires sont régis par la constitution apostolique Spirituali militum curae, promulguée par le pape Jean-Paul II le 21 avril 1986.
Les ordinariats militaires sont juridiquement assimilés à des diocèses ; l’ordinariat jouit des mêmes droits qu’eux. L’ordinaire est normalement évêque (en fonction des circonstances) ; il jouit des droits et est tenu aux obligations des évêques diocésains.
La juridiction de cet ordinariat n’est pas territoriale. Elle s’étend à tous les membres catholiques des forces armées, civils ou militaires, où qu’ils se trouvent, à leurs familiers et aux personnes résidant de manière permanente dans un établissement militaire. En conséquence, les casernes et autres établissements militaires sont exempts de la juridiction de l’évêque du lieu qui n’y retrouve certains droits que lorsque font défaut l’ordinaire militaire et ses aumôniers.
L’ordinariat militaire peut incardiner son propre clergé.
Au 1er juillet 2022, l’Église catholique compte trente-six ordinariats militaires.

## Liste des ordinariats militaires
| Nom | Pays                         | Création         |
| --- | ---------------------------- | ---------------- |
| - Ordinariat militaire de la Force de défense nationale sud-africaine (en), - Military Ordinariate of the South African Defence Force             | Afrique du Sud               | 21 juillet 1986  |
| - Ordinariat militaire catholique d’Allemagne, - Deutsches Militärordinariat                                                                      | Allemagne                    | 21 juillet 1986  |
| - Ordinariat militaire d’Argentine, - Obispado castrense de la Argentina                                                                          | Argentine                    | 21 juillet 1986  |
| - Diocèse catholique de la Force de défense australienne (en), - Catholic Diocese of the Australian Military Services                             | Australie                    | 21 juillet 1986  |
| - Ordinariat militaire d’Autriche, - Österreichische Militärdiözese                                                                               | Autriche                     | 21 juillet 1986  |
| - Diocèse aux Forces armées belges, - Bisdom bij de Krijgsmacht                                                                                   | Belgique                     | 21 juillet 1986  |
| - Ordinariat militaire de Bolivie, - Obispado castrense de Bolivia                                                                                | Bolivie                      | 21 juillet 1986  |
| - Ordinariat militaire de Bosnie-Herzégovine (hr), - Vojni ordinarijat u Bosni i Hercegovini                                                      | Bosnie-Herzégovine           | 1er février 2011 |
| - Ordinariat militaire du Brésil (pt), - Ordinariado militar do Brasil                                                                            | Brésil                       | 21 juillet 1986  |
| - Ordinariat militaire du Canada, - Military Ordinariate of Canada                                                                                | Canada                       | 21 juillet 1986  |
| - Ordinariat militaire du Chili, - Obispado castrense de Chile                                                                                    | Chili                        | 21 juillet 1986  |
| - Ordinariat militaire de Colombie, - Obispado castrense de Colombia                                                                              | Colombie                     | 21 juillet 1986  |
| - Ordinariat militaire de Corée (ko), - 천주교 군종교구                                                                                           | Corée du Sud                 | 21 juillet 1986  |
| - Ordinariat militaire de République croate (hr), - Vojni ordinarijat u Republici Hrvatskoj                                                       | Croatie                      | 25 avril 1997    |
| - Ordinariat militaire d'Équateur, - Obispado castrense del Ecuador                                                                               | Équateur                     | 21 juillet 1986  |
| - Ordinariat militaire d'Espagne (es), - Arzobispado castrense de España                                                                          | Espagne                      | 21 juillet 1986  |
| - Archidiocèse aux Forces armées des États-Unis, - Archdiocese for the Military Services of the United States                                     | États-Unis                   | 21 juillet 1986  |
| - Diocèse aux Armées françaises, - DAF | France                       | 21 juillet 1986  |
| - Ordinariat militaire de Grande-Bretagne, - Catholic Bishopric of the Forces in Great Britain                                                    | Royaume-Uni[réf. nécessaire] | 21 juillet 1986  |
| - Ordinariat militaire de Hongrie, - Magyarországi katonai ordinariátus                                                                           | Hongrie                      | 18 avril 1994    |
| - Ordinariat militaire d’Indonésie, - Military Ordinariate of Indonesia                                                                           | Indonésie                    | 21 juillet 1986  |
| - Ordinariat militaire en Italie, - Ordinariato militare per l’Italia                                                                             | Italie                       | 21 juillet 1986  |
| - Ordinariat militaire du Kenya (en), - Military Ordinariate of Kenya                                                                             | Kenya                        | 21 juillet 1986  |
| - Ordinariat militaire de Lituanie (en), - Lietuvos kariuomenės ordinariatas                                                                      | Lituanie                     | 25 novembre 2000 |
| - Ordinariat militaire de Nouvelle-Zélande, - Military Ordinariate of New Zealand                                                                 | Nouvelle-Zélande             | 21 juillet 1986  |
| - Ordinariat militaire d’Ouganda (en), - Military Ordinariate of Uganda                                                                           | Ouganda                      | 21 juillet 1986  |
| - Diocèse des forces armées et de la police nationale du Paraguay, - Obispado de las Fuerzas Armadas y la Policía Nacional del Paraguay           | Paraguay                     | 21 juillet 1986  |
| - Ordinariat militaire des Pays-Bas (nl), - Nederlands militair ordinariaat                                                                       | Pays-Bas                     | 21 juillet 1986  |
| - Ordinariat militaire du Pérou, - Obispado castrense del Perú                                                                                    | Pérou                        | 21 juillet 1986  |
| - Ordinariat militaire des Philippines (en), - Military Ordinariate of the Philippines                                                            | Philippines                  | 21 juillet 1986  |
| - Ordinariat militaire de Pologne (pl), - Ordynariat Polowy Wojska Polskiego                                                                      | Pologne                      | 21 janvier 1991  |
| - Diocèse des forces armées et de sécurité du Portugal (pt), - Diocese das Forças Armadas e de Segurança                                          | Portugal                     | 21 juillet 1986  |
| - Ordinariat militaire de la République dominicaine, - Obispado castrense de la República Dominicana                                              | République dominicaine       | 21 juillet 1986  |
| - Ordinariat militaire du Salvador, - Obispado castrense de El Salvador                                                                           | Salvador                     | 21 juillet 1986  |
| - Ordinariat des forces armées et du corps armé de la République slovaque, - Ordinariát ozbrojených síl a ozbrojených zborov Slovenskej republiky | Slovaquie                    | 20 janvier 2003  |
| - Ordinariat militaire du Venezuela, - Ordinariato militar para Venezuela                                                                         | Venezuela                    | 31 octobre 1995  |

### Surcatholic-hierarchy.org
(en) David M. Cheney, « Structured View of Dioceses » [« Vue structurée des diocèses »], sur catholic-hierarchy.org (consulté le 21 juillet 2022) :
1. ↑  « Military Ordinariate of South Africa » ;
2. ↑  « Military Ordinariate of Germany » ;
3. ↑  « Military Ordinariate of Argentina » ;
4. ↑  « Military Ordinariate of Australia » ;
5. ↑  « Military Ordinariate of Austria » ;
6. ↑  « Military Ordinariate of Belgium » ;
7. ↑  « Military Ordinariate of Bolivia » ;
8. ↑  « Military Ordinariate of Bosnia and Herzegovina » ;
9. ↑  « Military Ordinariate of Brazil » ;
10. ↑  « Military Ordinariate of Canada » ;
11. ↑  « Military Ordinariate of Chile » ;
12. ↑  « Military Ordinariate of Colombia » ;
13. ↑  « Military Ordinariate of Korea » ;
14. ↑  « Military Ordinariate of Croatia » ;
15. ↑  « Military Ordinariate of Ecuador » ;
16. ↑  « Military Ordinariate of Spain » ;
17. ↑  « Military Ordinariate of United States of America » ;
18. ↑  « Military Ordinariate of France » ;
19. ↑  « Military Ordinariate of Great Britain » ;
20. ↑  « Military Ordinariate of Hungary » ;
21. ↑  « Military Ordinariate of Indonesia » ;
22. ↑  « Military Ordinariate of Italy » ;
23. ↑  « Military Ordinariate of Kenya » ;
24. ↑  « Military Ordinariate of Lithuania » ;
25. ↑  « Military Ordinariate of New Zealand » ;
26. ↑  « Military Ordinariate of Uganda » ;
27. ↑  « Military Ordinariate of Paraguay » ;
28. ↑  « Military Ordinariate of Netherlands » ;
29. ↑  « Military Ordinariate of Peru » ;
30. ↑  « Military Ordinariate of Philippines » ;
31. ↑  « Military Ordinariate of Poland » ;
32. ↑  « Military Ordinariate of Portugal » ;
33. ↑  « Military Ordinariate of Dominican Republic » ;
34. ↑  « Military Ordinariate of El Salvador » ;
35. ↑  « Military Ordinariate of Slovakia » ;
36. ↑  « Military Ordinariate of Venezuela ».

### Surgcatholic.org
(en) Gabriel Chow, « Catholic Dioceses in the World by Type : Military Ordinariates (36) » [« Diocèses catholiques dans le monde par type : les 36 ordinariats militaires »], sur gcatholic.org (consulté le 21 juillet 2022) :
1. ↑  « South African Defence Force » ;
2. ↑  « Deutsches Militärordinariat » ;
3. ↑  « Obispado Castrense de la Argentina » ;
4. ↑  « Military Ordinariate of Australia » ;
5. ↑  « Katholische Militärseelsorge Österreich » ;
6. ↑  « Bisdom bij de Krijgsmacht » ;
7. ↑  « Obispado Castrense de Bolivia » ;
8. ↑  « Vojni ordinarijat u Bosne i Hercegovine » ;
9. ↑  « Ordinariado Militar do Brasil » ;
10. ↑  « Military Ordinariate of Canada » ;
11. ↑  « Obispado Castrense de Chile » ;
12. ↑  « Obispado Castrense de Colombia » ;
13. ↑  « Military Ordinariate of South Korea » ;
14. ↑  « Vojni ordinarijat u Republici Hrvatskoj » ;
15. ↑  « Obispado Castrense del Ecuador » ;
16. ↑  « Arzobispado Castrense de España » ;
17. ↑  « Archdiocese for the Military Services of the United States » ;
18. ↑  « Diocèse aux Armées Françaises » ;
19. ↑  « Bishopric of the Forces in Great Britain » ;
20. ↑  « Tábori Püspökség » ;
21. ↑  « Military Ordinariate of Indonesia » ;
22. ↑  « Ordinariato Militare in Italia » ;
23. ↑  « Military Ordinariate of Kenya » ;
24. ↑  « Lietuvos kariuomenės ordinariatas » ;
25. ↑  « Military Ordinariate of New Zealand » ;
26. ↑  « Military Ordinariate of Uganda » ;
27. ↑  « Obispado de las Fuerzas Armadas y la Policia Nacional del Paraguay » ;
28. ↑  « Military Ordinariate of the Netherlands » ;
29. ↑  « Obispado Castrense del Perú » ;
30. ↑  « Military Ordinariate of the Philippines » ;
31. ↑  « Ordynariat Polowy Wojska Polskiego » ;
32. ↑  « Ordinariato Castrense de Portugal » ;
33. ↑  « Military Ordinariate of Dominican Republic » ;
34. ↑  « Obispado Castrense en El Salvador » ;
35. ↑  « Vojenský ordinariát » ;
36. ↑  « Ordinariato Militar de Venezuela ».

### Autres références
1. ↑  (en) « Anglican Military Ordinariate », sur anglican.ca, site de l’Église anglicane au Canada (consulté le 12 juillet 2022).
2. ↑  Voir par exemple l'ordinariat militaire anglican du Canada[1].
3. 1 2  Jean-Paul II, Spirituali militum curae, 21 avril 1986 (lire en ligne).
4. ↑  Constitution apostolique Spirituali militum curae[3], art. V.